# Грассау
Грассау (нем. и бав. Grassau) — торговая община в Германии, в земле Бавария.
Подчиняется административному округу Верхняя Бавария. Входит в состав района Траунштайн. Население составляет 6385 человек (на 31 декабря 2010 года). Занимает площадь 35,76 км².

## Районы
- Грассау
- Митенкам
- Роттау
- Аич
- Ау
- Брандштадт
- Эинюд
- Фахрнпоинт
- Графинг
- Гухаузен
- Хиндлинг
- Клаус
- Качелн
- Мотхаусл
- Начмахл
- Хуабаум
- Обермошбах
- Реифинг
- Рейт
- Штрейхрамп
- Унтермушбах
- Веххаузен
- Веихер